# Ephesia jansseni
Ephesia jansseni là một loài bướm đêm trong họ Noctuidae.